# Toeval
Toeval is  een gebeurtenis zonder oorzakelijkheid of zonder bekende oorzaken. Toeval is een vorm van het ruimere begrip onbepaalde oorzaak, waaronder wordt verstaan iedere gebeurtenis die onbedoeld, ongericht of ongestructureerd het plaatsvinden van een andere gebeurtenis bepaalt.
Het woord toeval in deze latere betekenis – naast het homoniem toeval als medische term – kwam in de 17e eeuw algemeen in gebruik en is een leenvertaling van het Latijnse accidens.

## Kansrekening, statistiek en wiskunde
Kansrekening is een wiskundige theorie, die zich bezighoudt met de kwantitatieve beschrijving van -binnen een gegeven context- met elkaar samenhangende, toevallige gebeurtenissen. De statistiek maakt gebruik van kansrekening, om beslissingen te nemen bij verschijnselen waarin toeval een rol speelt. Toeval wordt gebruikt als model voor (nog) onvoorspelbaar gedrag van systemen en gebeurtenissen. Daarnaast gebruiken wiskundige modellen toeval voor gebeurtenissen en systemen waarvan het gedrag wel bekend is, maar waarvan de modelmatige beschrijving ingewikkeld is.

## Filosofie en theologie
De theorie dat toeval niet bestaat, met andere woorden, dat alle gebeurtenissen van tevoren volledig bepaald en dus volledig voorspelbaar zijn (het determinisme, het beroemdst geformuleerd door Laplace), heeft lange tijd de grootste schare volgelingen gekend in zowel de filosofie als de natuurkunde. In de theologie is er voortdurend strijd tussen de stelling dat God alles heeft voorbestemd (predestinatie) en de stelling dat God de mens een vrije wil heeft gegeven om te kunnen kiezen tussen goed en kwaad.

## Natuurkunde
De ontdekking van de kwantummechanica door onder anderen Max Planck en Niels Bohr heeft verandering gebracht in het deterministisch denken. Een van de stellingen daarvan is dat bepaalde eigenschappen van een deeltje niet tegelijkertijd met zekerheid vast te stellen zijn en dat wat wordt waargenomen, beïnvloed wordt door de waarneming zelf. Het gedrag van een individueel elementair deeltje wordt slechts in termen van waarschijnlijkheid beschreven. Hieruit leiden veel tegenstanders van determinisme af dat het voor de waarnemer in deze zin onmogelijk is met zekerheid een exacte voorspelling te doen en dat het volledig voorspelbare universum (volgens de moderne fysica) voor de mens niet bestaat.

## Biologie
In de biologie speelt toeval een rol in de evolutietheorie. Een van de uitgangspunten van die theorie is dat de variatie in eigenschappen van individuen in een populatie toevallig van aard is. Doordat individuen die het best aangepast zijn aan de lokale omgeving, de beste kans hebben zich voort te planten, zullen in de loop van de tijd door natuurlijke selectie de eigenschappen van de populatie veranderen. Ook speelt toeval een rol in de evolutietheorie bij genetische drift.

## Psychologie
De psycholoog Carl Gustav Jung viel het op dat er soms toevallige reeksen gebeurtenissen voorvielen die toch een of andere verborgen relatie met elkaar leken te hebben. Hij noemde dit verschijnsel synchroniciteit.